# Lee Eppie
Lee Bhekempilo Eppie (18 de mayo de 1999) es un deportista botsuano que compite en atletismo, especialista en las carreras de velocidad. Ganó una medalla de bronce en los Relevos Mundiales 2025, en la prueba de 4 × 400 m.

## Palmarés internacional
| Relevos Mundiales | Relevos Mundiales | Relevos Mundiales | Relevos Mundiales |
| Año               | Lugar             | Medalla           | Prueba            |
| ----------------- | ----------------- | ----------------- | ----------------- |
| 2025              | Cantón (China)    | Medalla de bronce | 4 × 400 m         |